# Jochen Malmsheimer

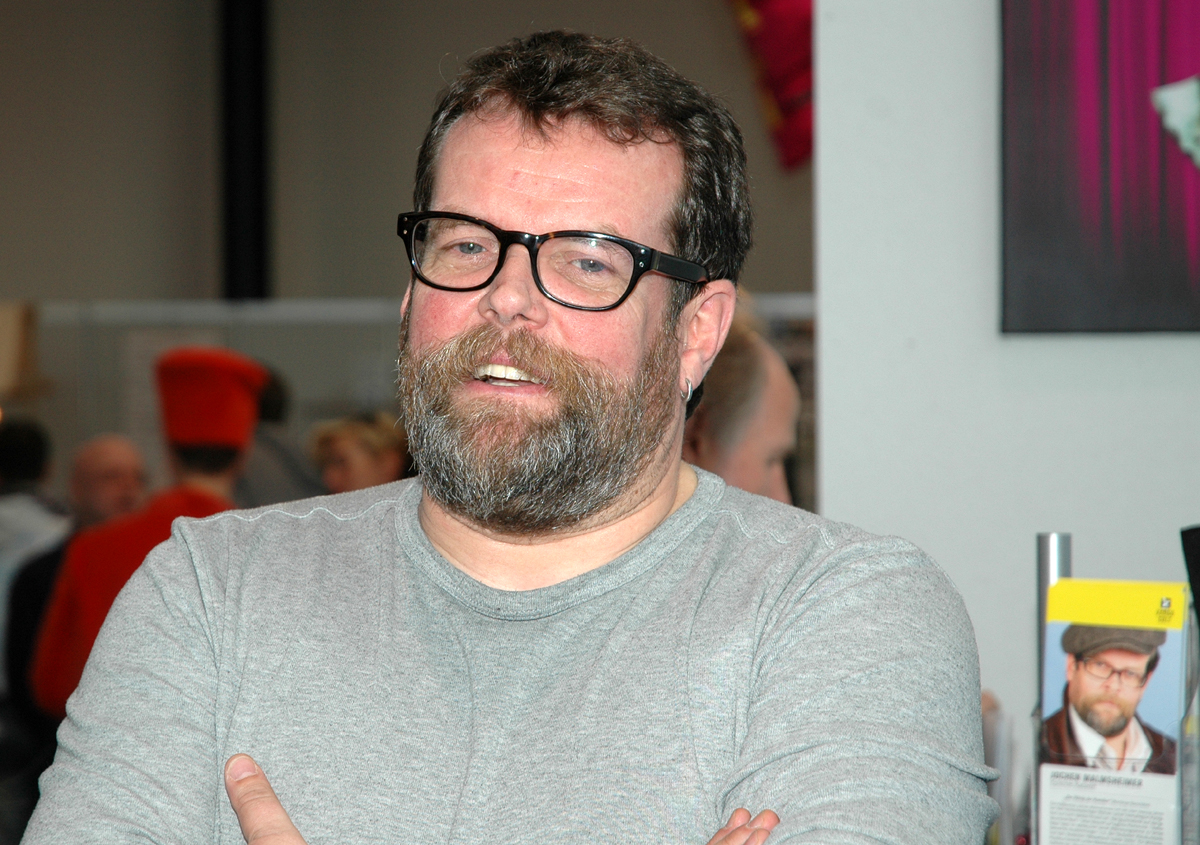
Jochen Malmsheimer (2012)

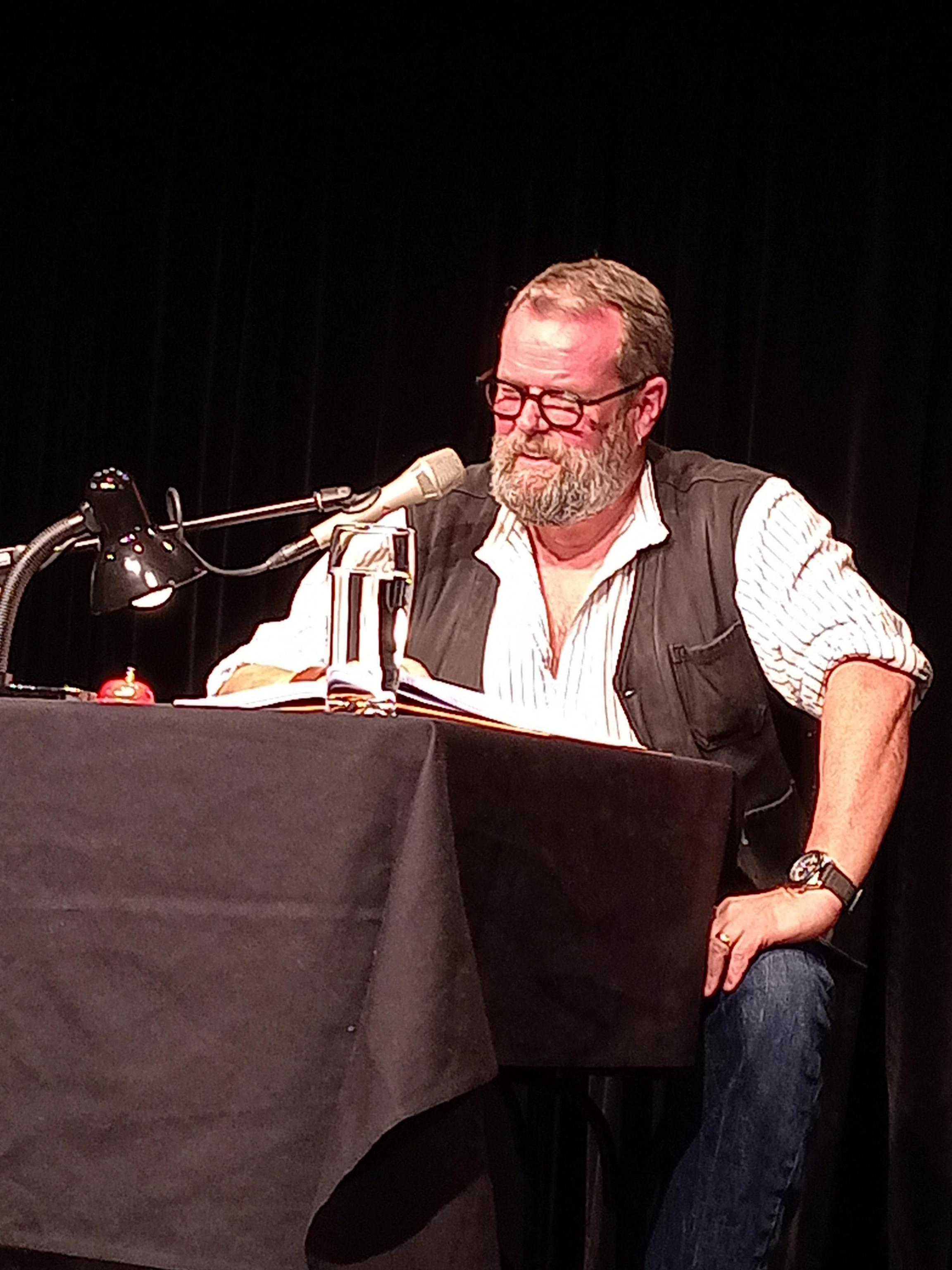
Malmsheimer im Kabarett Academixer, Leipzig (2023)

Jochen Malmsheimer (* 27. Juli 1961 in Essen) ist ein deutscher Kabarettist. Kennzeichnend für seine Auftritte ist die Herausarbeitung von Profanitäten des Lebens mit großer Stimm- und Wortkraft.

## Biographie
Jochen Malmsheimer wuchs ab dem vollendeten sechsten Lebensjahr in Bochum auf und machte 1982 am Gymnasium am Ostring das Abitur. Nach dem Grundwehrdienst studierte er zunächst Germanistik und Geschichte an der Ruhr-Universität Bochum und brach das Studium dann zugunsten einer Buchhändlerlehre ab.
Ab 1981 sammelte er Bühnenerfahrung als Sänger der Bluesband Vatermörder, die sich stilistisch an den Blues Brothers orientierte und häufig in Kneipen, aber auch auf größeren regionalen Veranstaltungen wie dem Musikfestival Bochum Total auftrat. Bekannt wurde Malmsheimer als die eine Hälfte des Kabarett-Duos Tresenlesen, das er von 1992 bis 2000 zusammen mit Frank Goosen bildete und das im April 2020 wieder reaktiviert wurde.
Seit 2000 tritt Malmsheimer überwiegend als Solokünstler auf. In zahlreichen Bühnenprogrammen hat er eine eigene Kunstform geschaffen: das epische Kabarett. Von 2007 bis 2013 schlüpfte er in der ZDF-Kabarettsendung Neues aus der Anstalt regelmäßig in die Rolle des Anstalt-Hausmeisters. Gemeinsam mit Urban Priol, Georg Schramm und Frank-Markus Barwasser war er am 17. Oktober 2017 in der 30. Folge der Anstalt zu sehen.
Jochen Malmsheimer ist verheiratet und hat zwei Söhne.

## Programme

### MitTresenlesen
- 1995 – Günther
- 1996 – Rohes Fest
- 1997 – Das Auge liest mit
- 1998 – Kloidt Ze Di Penussen!
- 1999 – Würdevoll & Preiswert
- 2000 – Werkschau 1993-2000 (Boxset, limitiert auf 300 Exemplare)
- 2020 – Rückkehr nach Sloegenkoegen (Aufzeichnung während der Corona-Pandemie)
- 2020 – Selbsterlebtes, Selbstgewebtes
- 2021 – Wissen Sie, was ich Ihnen sagen werde? Alkohol in der Weltliteratur
- 2021 - … wenigstens ich hör' Dir zu! Ein pandemisches Optikum
- 2022 - Endlich in Hengenbengen! Die Rückkehr der Erdmännchen des deutschen Humors

Live-Mitschnitte aller Tresenlesen-Programme sind bei Roof Music erschienen.

### Soloprogramme
- 2000 – Wenn Worte reden könnten oder 14 Tage im Leben einer Stunde
- 2000 – Oh, Pannenbaum
- 2001 – Halt mal, Schatz
- 2002 – Sack, eine Revue, Programm mit Texten von Tresenlesen
- 2003 – Ich bin kein Tag für eine Nacht oder ein Abend in Holz
- 2008 – Flieg Fisch, lies und gesunde! oder: Glück, wo ist Dein Stachel?
- 2012 – Ermpftschnuggn trødå! - hinterm Staunen kauert die Frappanz
- 2016 – Dogensuppe Herzogin – ein Austopf mit Einlage
- 2023 – Statt wesentlich die Welt bewegt, hab ich wohl nur das Meer gepflügt - ein Rigorosum sondershausen

### Weitere Programme
- Jauchzet, Frohlocket, Weihnachts-Programm mit Uwe Rössler und dem Tiffany Ensemble
- G.a.G.s. – Größen ausse Gegend, mit Fred Ape und Guntmar Feuerstein, Heinz-Peter Lengkeit, Piet Klocke, Volker Naves, Dr. Welf Haeger und der Groove & Snoop Bluesband
- A Story of Blues, mit Heinz-Peter Lengkeit und der Groove & Snoop Bluesband (musikalische Leitung: Ralf Weber); 2013 unter dem Titel A Story of Blues oder Rapunzel Jones und die Suche nach der heiligen Blue Note auf CD veröffentlicht
- FussballFieber, mit Uwe Lyko alias Herbert Knebel, Gerburg Jahnke, Stephanie Überall und Heinz-Peter Lengkeit
- Zwei Füße für ein Halleluja – Ein Historett in Geh-Duhr, mit Uwe Rössler über Heinrich IV., deutscher Kaiser und König, und dessen Bußgang nach Canossa
- Schotten dicht! Ein Abend der rockt'!, mit Sven Kemmler, Mathias Tretter und Hannes Ringlstetter im Lustspielhaus zu München
- Schottenbrand! Wasser marsch! Ein Abend, der kilt!, mit Angus Ringlstetter, Iain McMalmsheimer, Malcolm Tretter und Stuart Kemmler in „this little ol' house of lust“

## Diskografie

### Livemitschnitte
- 2000 – Wenn Worte reden könnten oder 14 Tage im Leben einer Stunde
- 2002 – Halt mal, Schatz
- 2004 – Ich bin kein Tag für eine Nacht oder ein Abend in Holz
- 2007 – Jauchzet, Frohlocket
- 2008 – Flieg Fisch, lies und gesunde! oder: Glück, wo ist dein Stachel?
- 2009 – Der witzigste Vorleseabend der Welt: Live-Lesung mit Jürgen von der Lippe, Jochen Malmsheimer & Carolin Kebekus (DE: Gold (Hörbuch-Award))[5]
- 2010 – Verkehrte Welt: Inszenierte Lesung mit Jürgen von der Lippe, Jochen Malmsheimer & Carolin Kebekus
- 2012 – Ermpftschnuggn trødå! - Hinterm Staunen kauert die Frappanz
- 2013 – A Story of Blues oder Rapunzel Jones auf der Suche nach der heiligen blue note mit der Groove & Snoop Bluesband & Heinz-Peter Lengkeit
- 2015 – Beim Dehnen singe ich Balladen: Geschichten und Glossen mit Jürgen von der Lippe, Jochen Malmsheimer & Carolin Kebekus
- 2017 – Dogensuppe Herzogin – ein Austopf mit Einlage
- 2020 – … fast das Gesamtwerk
- 2024 – … fast das Gesamtwerk - 1. Nachlieferung!

### Hörbücher und Hörspiele
- Die Brautprinzessin von William Goldman
- Der König auf Camelot von T.H. White
- Das Lob der Torheit von Erasmus von Rotterdam (2012), ISBN 978-3-86484-005-0
- Der Spott des Gemetzels von Gisbert Haefs – Anke Engelke, Jochen Malmsheimer, Bastian Pastewka & Kai Magnus Sting (2016)
- Halt mal, Schatz tacheles!/ROOF Music GmbH (2012), Erscheinungsdatum 2018

Darüber hinaus ist Jochen Malmsheimer in einigen Episoden der Hörspielserie Geisterjäger John Sinclair zu hören. Ab Episode 6 ist er außerdem als Vater der titelgebenden Figur Frank Faust in der Hörspielserie Faust jr. ermittelt zu hören.

### Sonstiges
- 2002 – Die Kleffmanns unterwegs: Ich fahr jetzt, ein Best-Of der WDR2-Radiosendung Dawegs & Unterheim
- 2003 – Jess Jochimsen präsentiert: Die Vorleser Vol.1 – Kindheitskatastrophen
- 2014 – Die letzte Gardine, eine Lederhand packt ein, 2 Audio-CDs mit Georg Schramm und Urban Priol, WordArt, Köln ISBN 978-3-8371-2973-1.
- 2015 – Die Geschichte vom Fuchs, der den Verstand verlor, Trickfilm nach einem Buch von Martin Baltscheit, Sprechrolle (Fuchs)[6]
- 2016 – Die Bremer Stadtmusikanten: Neu erzählt von Jochen Malmsheimer mit Musik der WDR Big Band Köln komponiert von Torsten Maaß, Livemitschnitt, Roofmusic ISBN 978-3-86484-343-3.

## Buchveröffentlichungen
- 2002 – Halt mal, Schatz
- 2006 – Halt mal, Schatz, Taschenbuchausgabe
- 2015 – Gedrängte Wochenübersicht
- 2024 - Wieder besseres Wissen

## Auszeichnungen
- 1997 – Prix Pantheon, Publikumspreis Beklatscht & Ausgebuht als Tresenlesen
- 1998 – Salzburger Stier als Tresenlesen
- 2001 – Sprungbrett, Förderpreis des Handelsblattes
- 2005 – Gaul von Niedersachsen
- 2005 – Bünder Zigarre, Kabarettpreis des Universum und der Stadt Bünde
- 2005 – Hochstift-Kultur-Schiene
- 2006 – Die Norderneyer Lachmöwe, Kleinkunstpreis des Norderneyer Inselmagazins „He!“
- 2009 – Deutscher Kleinkunstpreis in der Sparte Kleinkunst
- 2009 – Deutscher Kabarettpreis, Sonderpreis[7]
- 2010 – Morenhovener Lupe
- 2012 – Bayerischer Kabarettpreis, Hauptpreis
- 2015 – Schweizer Kabarett-Preis Cornichon[8]
- 2018 – Tana Schanzara Preis[9]
- 2018 – Deutscher Kabarettpreis, Hauptpreis[10]